# Domitila Ulloa
Domitila Ulloa, conocida también como Domitila Ulloa de Delfín, fue una profesora y activista feminista chilena más conocida por su labor en pro de los derechos de las mujeres y el voto femenino en Chile.
Fue una de las fundadoras del Movimiento Pro-Emancipación de las Mujeres de Chile el 11 de mayo de 1931 junto a las activistas Elena Caffarena, Felisa Vergara, Eulogia Román, Marta Vergara, María Ramírez, Gabriela Mandujano y Olga Poblete.